# Hans Ertl (Bergsteiger)

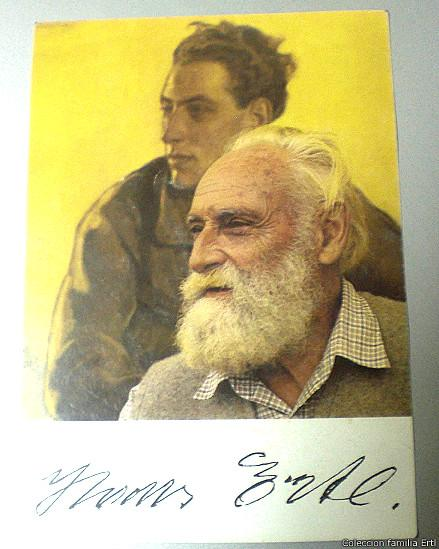
Hans Ertl

Hans Ertl (* 21. Februar 1908 in München; † 23. Oktober 2000 in der Chiquitania, Departamento Santa Cruz, Bolivien) war Bergsteiger, Kameramann, Kriegsberichterstatter, Regisseur, Landwirt und Autor.

## Leben
Hans Ertl verbrachte seine Kindheit und Jugend in München. Gemäß seiner eigenen Beschreibung im Buch Bergvagabunden weckte ein Skifilm in ihm das Interesse an den Bergen. Zum ersten Mal stand er selber auf Skiern, als er ein Paar «Brettl» zu seinem Pfadfinderhäuptling in die Ammergauer Berge brachte. Er konnte der Versuchung nicht widerstehen, legte die Skier an und kollidierte schließlich mit einem Baum.
In seinem Jugendalter zeigte sich bereits das Interesse an der Arbeit mit der Kamera: Er baute selber mehrere Kameras aus Zigarrenkisten, einer Linse des «Opernguckers» seiner Mutter und einsteckbaren Blenden aus «Stanniol». Er fotografierte «Gemüsestillleben mit Radi und Rüben», den «im Lehnstuhl schlummernden Vater» und den «Tiefblick vom Küchenbalkon». Als Dunkelkammer fungierte eine kleine Kammer im Haus, in welchem er die Bilder entwickelte.
Als Bergsteiger wurde er zu Beginn der 1930er-Jahre durch die Erstbegehungen der Nordwände der Königspitze (5. September 1930 mit Hans Brehm) und des Ortlers (22. Juni 1931 mit Franz Schmid) bekannt. Beide Wege tragen heute den Namen Ertlweg, insbesondere die Nordwand des Ortlers zählt noch immer zu den schwierigsten Eiswänden der Ostalpen.
Arnold Fanck engagierte ihn für den 1932 auf Grönland gedrehten Film S.O.S. Eisberg. Ertl erlernte den Umgang mit der Filmkamera und agierte bei gefährlichen Szenen als Double der Schauspieler. Dabei lernte er auch Leni Riefenstahl kennen.
1934 nahm er an der von Günter Oskar Dyhrenfurth geleiteten Internationalen Himalaya-Expedition ins Karakorum teil. Ertl gelang dabei mit Albert Höcht am 12. August die Erstbesteigung des 7422 Meter hohen Sia Kangri. Während dieser Expedition wurden Aufnahmen für den Spielfilm Der Dämon des Himalya des Regisseurs Andrew Marton gedreht; Ertl wirkte in diesem Film als Darsteller und Kameramann mit.
1935 war er Teil eines größeren Teams unter Leitung von Leni Riefenstahl, das den Reichsparteitag der NSDAP filmisch in Szene setzte.
Als Kameramann aus der Schule von Arnold Fanck entwickelte er insbesondere bei den von der Olympia-Film G.m.b.H. produzierten Olympiafilmen Leni Riefenstahls neue Kameratechniken und Kamera-Fahrttechniken bis hin zur „fliegenden Kamera“, mit der er den Flug eines Skispringers nachempfand. Hans Ertl war erster Kameramann bei Leni Riefenstahls Olympia-Film.
Ab 1937 unternahm er im Auftrag der Firma Siemens Filmarbeiten zur Erprobung des Berthon-Siemens-Farbfilmverfahrens. Daneben ließ er sich mit seiner Frau in München-Harlaching nieder. 1937/38 war er Kameramann in dem Luis-Trenker-Film Liebesbriefe aus dem Engadin. Anschließend war er Mitglied eines größeren Filmteams, das Adolf Hitler bei dem Staatsbesuch bei Mussolini im Mai 1938 begleiten durfte. Über diesen Besuch sollte ein Farbfilm gedreht werden. Allerdings waren die Aufnahmen wegen eines technischen Problems unbrauchbar.
1938/39 war er Teil der Bavaria-Fanck-Chile-Expedition, die in einer deutsch-chilenischen Koproduktion einen „Robinson II“-Film in Südamerika drehen sollte. Auf der Schiffsreise erlebte Ertl u. a. auf eindrückliche Weise das Schicksal von meist jüdischen Menschen, die aus dem Deutschen Reich flüchten mussten.
Er wurde zu Beginn des Zweiten Weltkrieges zur Wehrmacht als Kameramann zu einer Propagandakompanie eingezogen und im Verlauf des Krieges (im Rang eines Oberleutnants) zum bevorzugten Kameramann von Generalfeldmarschall Erwin Rommel. Zahlreicher seiner Filmaufnahmen waren in den Wochenschauen zu sehen. 1942 erhielt er nach eigener Aussage als erster und einziger Kriegsberichterstatter im Deutschen Reich die Genehmigung, eine Panzerschlacht in der Kubansteppe und den Sturm von Gebirgsjägern auf Hochgebirgspässe im Kaukasus mit dem Agfa-Color-Farbfilm-Verfahren zu drehen.
Nach 1945 war er vorübergehend auf Anordnung alliierter Stellen mit einem Berufsverbot belegt. In der Nachkriegszeit arbeitete er als Fotoreporter, unter anderem für die Illustrierte Quick.
Von März 1950 bis 1952 hielt sich Ertl in Bolivien auf. Er war der Expeditionsleiter der Deutschen Anden-Kundfahrt, die bergsteigerische und wissenschaftliche Ziele hatte. An der Expedition nahmen u. a. Milli Bau, Friedrich Michel, Walter Forster, Heinrich Hawickhorst und Gert Schröder (Meteorologe) teil. Mitte 1950 stieß Alfons Hundhammer, Bruder des bayerischen Kultusministers, zu dem Team. Hawickhorst war zuvor ausgeschieden. Während dieser Expedition gelangen Ertl die Besteigung des Illimani-Nordgipfels im Alleingang, die Erstbesteigung des Illimani-Südgipfels (zusammen mit dem Meteorologen Dr. Gert Schroeder) und weitere frühe Besteigungen mehrerer Sechstausender.
Mit dem Auftrag, einen Dokumentarfilm zu drehen, begleitete Ertl 1953 die Teilnehmer der von Karl Herrligkoffer geleiteten Willy-Merkl-Gedächtnis-Expedition, die sich die Erstbesteigung des Achttausenders Nanga Parbat zum Ziel gesetzt hatte. Ertl stieg mit drei anderen Bergsteigern bis zum letzten Hochlager in 6900 Metern Höhe, von wo aus dann Hermann Buhl der Gipfelerfolg glückte. Der Film Nanga Parbat erhielt bei der Verleihung des Deutschen Filmpreises 1954 die Auszeichnung Lobende Anerkennung.
1953 wanderte Ertl mit seiner damaligen Ehefrau Aurelia (Relly), einer aus Österreich stammenden ehemaligen Sekretärin, mit der er seit Ende 1936 verheiratet war, und seinen drei Töchtern Monika, Heidi und Beatrice nach Bolivien aus. Seine Frau erhielt Arbeit bei deutschen Geschäftsleuten.
Er machte sich 1955 zusammen mit den Töchtern Monika und Heidi im bolivianischen Urwald auf die Suche nach den Überresten der sagenhaften Inka-Stadt Paititi. Hieraus entstand der Dokumentarfilm Vorstoß nach Paititi.
Zusammen mit Tochter Monika drehte er 1958 den Dokumentarfilm Hito Hito über den bis dahin unbekannten indigenen Stamm der Siriono.
1959 arbeitete Ertl an einem neuen Filmprojekt. Beim Überqueren einer Schlucht mit einem Traktor brach die Brücke zusammen, die über mehrere Monate erstellten Filmaufnahmen fielen in die Schlucht und wurden vernichtet. Da Ertls Filmfirma keine finanziellen Ressourcen mehr hatte und seine Bemühungen zur finanziellen Fortsetzung des Projekts scheiterten, zog sich Ertl vom Filmen zurück. Er verkaufte seine gesamte Ausrüstung und beendete seine Karriere als Kameramann und Filmemacher.
Von dem Franziskanerkonvent in der bolivianischen Kleinstadt Concepción kaufte Ertl für einen sehr geringen Betrag ein mehrere tausend Hektar großes Grundstück im Urwald. Zusammen mit seiner zweiten Ehefrau – seine erste Ehefrau war 1958 an einer Krebserkrankung gestorben – baute er dort die Farm La Dolorida auf und lebte fortan von der Rinderzucht.
Ertl starb im Alter von 92 Jahren auf seiner Farm und wurde auch dort begraben.
Hans Ertls Tochter Monika (1937–1973) war Mitglied der linksrevolutionären bolivianischen Untergrundbewegung ELN (Ejército de Liberación Nacional). Die bolivianische Regierung bezichtigte Monika, am 1. April 1971 in Hamburg im bolivianischen Generalkonsulat Roberto Quintanilla Pereira erschossen zu haben; tatsächlich gibt es Indizien für diese These, doch konnte Monika die Täterschaft nie eindeutig nachgewiesen werden. Pereira war seinerzeit bolivianischer Geheimdienstchef gewesen, als Che Guevara als Anführer der ELN und sein Nachfolger Inti Peredo getötet worden waren. Außerdem soll Monika Ertl zusammen mit dem Franzosen Régis Debray versucht haben, den ehemaligen Gestapochef von Lyon, Klaus Barbie, aus Bolivien zu entführen. Hans Ertl hatte Barbie bzw. „Klaus Altmann“, wie er sich nun nannte, nach dessen Ankunft in Bolivien den ersten Job in einem Sägewerk verschafft, ohne zu wissen, dass dieser ein gesuchter Kriegsverbrecher war. Ertl behauptete allerdings, „Altmann“ habe ihm zuvor gesagt, dass er ehemaliger Angehöriger der SS war.

## Filmographie
- 1932 Assistent bei Arnold Fancks S.O.S. Eisberg
- 1934 Assistent bei Arnold Fancks Der ewige Traum
- 1936/38 Hauptkameramann bei Leni Riefenstahls Olympia – Teil 1: Fest der Völker, Teil 2: Fest der Schönheit
- 1938 Kameramann bei Luis Trenkers Liebesbriefe aus dem Engadin
- 1939 Kameramann bei Arnold Fancks Ein Robinson
- 1939 Mitarbeit beim BDM-Werk Glaube und Schönheit mit dem Film Glaube und Schönheit
- 1953 Nanga Parbat
- 1955 Vorstoss nach Paititi
- 1958 Hito-Hito

## Bücher
- 1937 Bergvagabunden, München
- 1959 Paititi – Ein Spähtrupp in die Vergangenheit der Inkas, Würzburg
- 1958 Mal oben mal unten. Bilder aus Bolivien, München
- 1982 Meine wilden dreißiger Jahre: Bergsteiger, Filmpionier, Weltenbummler, München
- 1985 Als Kriegsberichter 1939–1945, Innsbruck